# Phelipanche inexspectata
Phelipanche inexspectata är en snyltrotsväxtart som beskrevs av L. Carlon, G. Gomez Casares, M. Lainz, G. Moreno, O. Sanchez Pedraja och G. M. Schneeweiss. Phelipanche inexspectata ingår i släktet Phelipanche och familjen snyltrotsväxter. Inga underarter finns listade i Catalogue of Life.